# Henschel Hs P.75
Henschel Hs P.75 – niemiecki prototypowy ciężki samolot myśliwski zaprojektowany w 1941 r. jako następca samolotu Bf 110. Zastosowanie układu kaczki stwarzało możliwość zamontowania czterech działek o kalibrze 30 mm w nosie maszyny. Samolot miał być napędzany pchającym przeciwbieżnym śmigłem o średnicy 3,2 m. Ster kierunku został umieszczony pod kadłubem aby chronić śmigło przed uszkodzeniem podczas startu.

## Podobne konstrukcje
- Blohm & Voss P 208
- Kyūshū J7W
- Curtiss-Wright XP-55 Ascender
- Northrop XP-56 Black Bullet